# Sido (Mali)
Pour les articles homonymes, voir Sido.
Sido est une localité et une commune rurale du Mali de l'arrondissement central de Bougouni, dans le cercle de Bougouni et la région de Bougouni.

## Villages
La commune s'étend sur 24 localités relevées lors du recensement général de 2009. 
Les villages les plus peuplés sont :
- Sido (3 962 habitants)
- Banantoumou (1 768 habitants)
- Bougoula (1 712 habitants)